# Ferenc Apró
Ferenc Apró (n. 29 octombrie 1941, Seghedin-) este un scriitor și istoric maghiar.